# 勧野甲輝
勧野 甲輝（かんの こうき、1992年7月12日 - ）は、大阪府富田林市出身の元プロ野球選手（内野手）。右投右打。

## 経歴

### プロ入り前
4歳から富田林リトルリーグの外野手として野球を始めると、PL学園小学校で投手、遊撃手、外野手を務めた。
富田林市立第二中学校に進学して富田林シニアに所属し、2年秋に関西大会で優勝。2007年、3年時にベネズエラで開催された第13回世界ユース選手権大会に出場し、世界3位に貢献した。なお同大会はベネズエラの不正や台湾チームへのビザ発給拒否問題によりIBAFの冠が外れ中止扱いとなった。
2008年、PL学園では1年夏からベンチ入りし、左翼手のレギュラー兼投手で4番打者を任されるなどした長距離砲だった。2009年、1年冬に1月19日に大阪府内の病院で診察の結果、腰椎分離症と診断されて入院した
。その影響もあり2年春はセンバツに出場するも1安打に終わった。夏の大会では不振でベンチ落ちするという苦渋を味わった。2010年、3年時は4番打者として吉川大幾らと強力打線を形成するが、大阪大会の2回戦で8回の走塁中に右足首を負傷し、大阪府富田林市内の病院で右足首捻挫と診断され、以降の試合でスタメン落ちした。大阪大会4回戦で山田哲人擁する履正社に敗れた。
PL学園高校への在学中には、福岡ソフトバンクホークスのスカウトが他球団に先んじて勧野に声を掛けていた。しかし2010年度のプロ野球ドラフト会議で東北楽天ゴールデンイーグルスから5巡目で指名。契約金2,000万円、年俸600万円（金額は推定）という条件で入団した。背番号は60。同期の吉川大幾も同年のドラフトで中日ドラゴンズから2位指名され、入団した。

### 楽天時代
2011年
春季キャンプ中に故障した影響で、公式戦の開幕に出遅れた。6月25日のイースタン・リーグ公式戦・対東京ヤクルトスワローズ戦に指名打者として実戦デビューを果たすと、以降の公式戦では、一塁手や三塁手として起用された。だが一軍公式戦への出場機会はなく、イースタン・リーグでも11試合の出場にとどまった。
2012年
イースタン･リーグ公式戦62試合に出場。32試合で三塁、27試合で二塁、3試合で一塁の守備に就いたが、打率.170、1本塁打、10打点と低迷した。
2013年
イースタン・リーグ公式戦には、開幕から主に二塁手として出場。だが、6月以降に出場機会が激減したため通算では28試合の出場に終わった。一軍公式戦への出場機会がないまま、10月4日に球団から戦力外通告を受けた。

### ソフトバンク時代
2013年11月10日に、シートバッティング形式の第1回12球団合同トライアウト（草薙球場）へ参加。5人の投手に対して、4打数1安打1四球という結果を残した。当初は第2回のトライアウト（11月22日・ナゴヤ球場）への参加も予定していたが、同日に福岡ソフトバンクホークスと育成選手契約を締結。12月12日に、ソフトバンクへの入団が正式に発表された。背番号は130。
2014年
三軍戦では63試合に出場した。7月から二軍へ定着すると、ウエスタン・リーグ公式戦で38試合に出場。打率.258、2本塁打という成績を残した。主に三塁と一塁を守ったが、1試合のみ途中出場ながら左翼手として起用されている。シーズン終了後には、育成選手に関するNPBの規約に沿った自由契約選手の公示（10月31日）を経て、育成選手としての再契約（11月27日）に至った。
2015年
三軍戦には64試合に出場したが、ウエスタン・リーグ公式戦では28試合の出場で打率.215、1本塁打、3打点という成績に終わった。さらに、9月にはスイング中に右肋骨を骨折し再起を目指してリハビリに取り組んでいたが、支配下登録選手への復帰や一軍昇格を果たせないまま10月26日に球団から2度目の戦力外通告を受けた。

### ソフトバンク退団後
2015年12月1日、九州三菱自動車に正社員として入社。営業部員として福岡本店に勤務するかたわら、同社野球部に入部し選手生活を送っていたが、2016年11月16日にTwitterにて現役引退を表明。

## プレースタイル
投げては中学2年生時に最速142km/h、打ってはリトルとシニア合わせて通算本塁打は104本と、早くからその才能を見せつけていた。 
高校時代の遠投は110メートルで50メートル走のタイムは6秒5だった。故障に悩まされながらも、高校通算で27本塁打を記録したことから楽天入団後は右の長距離砲として期待されていた。

## 人物
名前の「甲輝」には、「甲子園で輝くように」という実父の思いが込められている。PL学園小学校への入学が決まってからは、実父の意向で、家族とともに学校の近所へ引っ越したという。
楽天に指名された直後には、自身と同じくPL学園高校で1年生から4番打者を務めた清原和博を目標の選手に掲げていた。

## 詳細情報

### 年度別打撃成績
- 一軍公式戦出場なし

### 背番号
- 60 （2011年 - 2013年）
- 130 （2014年 - 2015年）